# Руайе, Клеманс
Клеманс Огюстин Руайе (Ройе) (фр. Clémence Augustine Royer, 1830—1902) — французская писательница; начала свою литературную деятельность стихотворениями; в 1859 г. открыла в Лозанне женские курсы по логике, а затем и по философии; первая лекция была напечатана под заглавием «Introduction à la philosophie». В то же время Р. написала ряд статей по политической экономии в журнале «Nouvel Economiste», издававшемся в Швейцарии Паскалем Дюпра. Отдельно издала: «Théorie de l’impôt ou la dime sociale» (1862), «Ce que doit être une église nationale dans une république» (1861), «Jumeaux d’Hellas» — философский роман (1862), «Origine de l’homme et des sociétés» (1869), «Rites funéraires aux époques préhistoriques» (1876), «Le bien et la loi morale, éthique et téleologie» (1881) и др. Она перевела на французский язык сочинение Дарвина: «Происхождение видов» (1862; 2 изд., 1865) и написала к нему предисловие.

## Биография
Происходила из католической семьи, отец был роялистом-легитимистом и в 1832 г. участвовал в восстании с целью восстановления власти Бурбонов. В возрасте 10 лет была помещена родителями в монастырскую школу в Ле-Мане, где получила религиозное образование. В 18 лет, во время революции 1848 г. прониклась республиканскими идеями, отвергнув убеждения своего отца. Лишившись отца в возрасте 19 лет, была вынуждена зарабатывать трудом гувернантки. Она пользовалась домашними библиотеками в семьях, где работала, чтобы с увлечением читать философские произведения и заниматься самообразованием. Интересовалась антропологией, политической экономией, биологией и философией. В 1854 г. преподаёт в частной школе для девочек в Хаверфордуэсте (южный Уэльс), годом спустя — в школе в Турене, затем в окрестностях Бове. По её воспоминаниям, именно в это время она начинает подвергать сомнениям католическую веру.
E
В 1856 г. переезжает в Лозанну. В 1860 г. она обосновывается в Гранво, в окрестностях Лозанны, и начинает преподавать курс логики. Здесь она знакомится с экономистом Паскалем Дюпра, с которым впоследствии станет жить в свободном союзе. Она сотрудничает в его журнале Le Nouvel Economiste, он помогает рекламировать её лекции. В 1863 г. наряду с Прудоном она получает премию в конкурсе работ на тему реформы налогов за книгу «Theorie e l’impot ou la dime social», которая включала обсуждение экономической роли женщин в обществе и обязанности женщин продолжать род. В 1861 г. Клеманс Руайе читает в Париже серию лекций, которые привлекают внимание графини Мари д’Агу, разделявшей многие её республиканские взгляды, и они начинают переписываться.
В 1870 г. она становится первой женщиной, принятой в Парижское антропологическое общество, основанное 11 годами ранее Полем Брока, оставаясь единственной женщиной в его составе на протяжении следующих 15 лет. Здесь она общается со многими людьми и энергично отстаивает свои позиции. Большинство членов общества признавали существование эволюции, однако идеи Дарвина в дискуссиях упоминались редко и рассматривались как расширение идей Ламарка. В то же время сама возможность эволюции редко упоминалась в дискуссиях других научных обществ, таких, как Ботаническое, Зоологическое, Геологическое и Академия наук.
Убеждённая феминистка, она борется за женское образование и за популяризацию философии: в 1881 г. она основывает Общество изучения философии и морали, чтобы создать школу взаимного обучения философии. Не доверяя социалистам-утопистам, она провозглашает: «Ни утопии, ни мечты, только реальное понимание вещей». Она сотрудничает в «Журнале для женщин» и «Фронде» с Маргерит Дюран и «великой Северин». Её «Курс натурфилософии» — попытка энциклопедического «учебного синтеза».
Руайе всегда была готова бросить вызов сложившимся представлениям и в 1883 г. публикует работу «La Philosophie Positive», где подвергает сомнению ньютоновский закон всемирного тяготения и критикует принцип дальнодействия.
Соосновательница смешанной масонской ложи "Le Droit Humain.

## Перевод «Происхождения видов»

### Первое издание (1862 г.)
Чарльз Дарвин с нетерпением ждал перевода своей книги на французский язык, но точно неизвестно, какие переговоры предшествовали тому, что первый французский перевод «Происхождения видов» был доверен Клеманс Руайе. Вначале Дарвин обратился к Луизе Беллок, но она отклонила его предложение, сочтя книгу слишком технической. Также Дарвин обращался к Пьеру Таландье, но последнему не удалось найти издателя.
Клеманс Руайе была хорошо знакома с работами Ламарка и Мальтуса и понимала важность труда Дарвина. Она пользовалась поддержкой издателя Гийомена, который опубликовал три первых французских издания «Происхождения видов».
В письме от 10 сентября 1861 г. Дарвин просит Меррея, своего английского издателя, прислать копию третьего оригинального издания «Происхождения видов» для Клеманс Руайе, поскольку она договорилась с редактором по поводу французского перевода. Рене-Эдуар Клапаред, швейцарский натуралист из Женевского университета, давший благожелательный отзыв на «Происхождение видов» для «Revue Germanique», предложил Клеманс Руайе помощь в переводе специализированных биологических терминов.
Она значительно превысила свою задачу как переводчицы, снабдив французское издание объёмным введением, в котором изложила собственную трактовку произведения, а также подстрочными комментариями. Во введении, представляющем собой позитивистский памфлет, посвящённый триумфу научного прогресса над невежеством, она энергично нападает на религиозные верования и христианство, приводит аргументы в пользу применимости понятия естественного отбора к человеческим расам и беспокоится о возможных отрицательных последствиях, проистекающих из принятой в обществе защиты слабых. Эти преждевременные евгенические идеи (сам термин ведён кузеном Дарвина Фрэнсисом Гальтоном только в 1883 г.) снискали ей несомненную известность.
Также она видоизменила заголовок, чтобы привести его в соответствие со своим видением теории Дарвина: издание 1862 г. было озаглавлено «О происхождении видов, или о законах прогресса среди организованных существ». Это заглавие, как и ведение, основывалось на идее эволюции, стремящейся к «прогрессу», что было ближе к теории Ламарка, чем к мыслям, содержащимся в труде Дарвина.
Получив копию перевода, Дарвин пишет американскому ботанику Грею: «Руайе, похоже, одна из самых умных и странных женщин в Европе: деист и ненавидит христианство и заявляет, что естественный отбор объясняет мораль, природу человека, политику etc. Она делает любопытные намеки и говорит, что напишет об этом книгу». В письме ботанику Гукеру он вновь жалуется на её дополнения там, где в оригинале выражено сомнение в чём-либо.
Таким образом, Клеманс Руайе проецировала на «Происхождение видов» (в котором никоим образом не обсуждалось происхождение человека, применимость естественного отбора к человеческому обществу и тем более прогресс индустриального общества XIX века) собственные идеи и представления.

### Второе и третье издания (1866 и 1870 гг.)
Для второго издания французского перевода, опубликованного в 1866 г., Дарвин внёс несколько изменений и исправил некоторые ошибки. Выражение «законы прогресса» было убрано из заглавия для приближения его к английскому оригиналу. В первом издании Клеманс Руайе перевела «natural selection» как «élection naturelle», но для нового издания этот термин был заменён на «sélection naturelle» с подстраничным примечанием, где переводчица объясняла, что хотя «élection» является французским эквивалентом английского «selection», она в конце концов приняла «неправильный» термин «sélection» для приведения в соответствие с употреблением, устоявшимся в других публикациях.
Во введении ко второму изданию Клеманс Руайе попыталась смягчить евгенические позиции, выраженные в предисловии к первому изданию (в целом воспроизведённом), но добавила слова в защиту свободомыслия, за что подверглась критике со стороны католической прессы. В 1867 г. оценка со стороны Дарвина была уже явно более негативной: «Введение стало для меня полной неожиданностью, и я уверен, что это повредило моей книге во Франции». (D. Becquemont in Ch. Darwin, L’Origine de espèces, éd. Flammarion-GF, 2008)
Наконец, Клеманс Руайе в 1870 г. публикует третье издание, не ставя в известность Дарвина. Она добавляет ещё одно предисловие, в котором критикует гипотезу пангенезиса, которую Дарвин выдвигал в своей работе 1868 г. «Изменения домашних животных и культурных растений». Это новое издание не включало изменений, внесённых Дарвином в 4-е и 5-е английские издания.

## Память
Имя Клеманс Руайе носят улица в первом округе Парижа, улица в Нанте, лицей в Фонсорбе (Верхняя Гаронна), коллеж в Монпелье, а также сорт роз.